# Arge simulatrix
Arge simulatrix is een vliesvleugelig insect uit de familie van de Argidae. De wetenschappelijke naam van de soort is voor het eerst geldig gepubliceerd in 1887 door Konow.